# 謝爾登·威廉姆斯
謝爾登·威廉姆斯（英語：Shelden Williams，1983年10月21日—），生於奧克拉荷馬州奧克拉荷馬市，美国篮球运动员。
2009年夏天，爲了奪取總冠軍，威廉姆斯加盟波士頓。

## NBA生涯
在效力亞特蘭大鷹隊期間，威廉姆斯在不到半個球季的時間就已大爆發，並穩坐亞特蘭大鷹隊的先發大前鋒的位置。2007-2008賽季，威廉姆斯和後來獲得最佳新秀的中鋒霍福德聯手，強化了鷹隊的内綫，使得鷹隊最終在時隔八年後成功的重返季后賽。威廉姆斯在2008年夏天被交易至薩克拉門托國王隊，2008-2009賽季期間又被交易至明尼蘇達灰狼隊，2009年夏天，爲了爭奪總冠軍，威廉姆斯加盟了衛冕冠軍波士頓塞爾提克隊，就在威廉姆斯成爲自由球員當天，波士頓成功的簽約了華萊士替代馬布裏作爲新任的第六人。而在威廉姆斯加盟波士頓當天，波士頓成功的續約了球隊體重最重的，在2009年季後賽全面爆發的第七人戴維斯。
威廉姆斯在加盟波士頓的第一個賽季，就展現出了令人驚訝的實力。在季后賽第二輪成功的協防住了騎士隊大前鋒賈米森，從而有效的限制住了騎士隊的火力，為塞爾提克淘汰騎士埋下了伏筆。

## 外部連結
- NBA球员资料（页面存档备份，存于）